# Casares, Nicaragua
Casares är en badort, fiskeby och comarca vid Stilla havet i sydvästra Nicaragua. Den ligger vid mynningen av Río Grande de Carazo i kommunen Diriamba i departementet Carazo. Comarcan har 1 351 invånare (2005).

## Aktiviteter
Casares har en lång fin badstrand där man även kan prova på surfing. En annan populär aktivitet är havsfiske.